# 村松正俊
村松 正俊（むらまつ まさとし、1895年4月10日 - 1981年9月20日）は、文明批評家、翻訳家。
東京生まれ。父は政治家の村松恒一郎。母方の叔母に大阪時事の婦人記者の坂井一紅女、遠縁に川柳の坂井久良岐。1920年東京帝国大学文学部美学美術史学科卒。在学中より佐治祐吉、福田悌夫らとともに第5次『新思潮』を創刊。1921年『種蒔く人』の創刊に携わり詩人として立つ。『詩聖』同人、また『労働運動』に参加、古代ギリシア、ローマの文学、文化に通じた。1962年「ラテン語接続法についての若干の研究」で東洋大学文学博士。慶大教授を1961年定年、名誉教授、日本大学教授、東洋大学文学部長などを歴任した。1971年、シュペングラー『西洋の没落』で日本翻訳文化賞受賞。

## 著書
- 『羅甸語四週間』大学書林 1936
- 『無価値の哲学』星光書院 1949
- 『現在 詩集』東北書院 1962
- 『見失なわれた日本 現代文明批判』今日の問題社 1964
- 『朝酒 詩集』五月書房 1972
- 『村松正俊全詩集』永田書房 1982
- 『村松正俊著作撰集』日本詩文芸協会編 ブレイク・アート社 1985

### 翻訳
- アルセーヌ・アレクサンドル『光の画家モネエ』中央美術社 1923
- 『古典劇大系 第1巻･希臘篇(1)』近代社 1925
  - 波斯人・アガメムノーン・コイーフォロイ・エウメニデス（アイスキュロス） アンティゴネー・オイヂプウス・コローノスのオイヂプウス・エーレクトラ（ソフォクレース）
- 『古典劇大系 第2巻･希臘篇(2)』近代社 1925
  - アルケースチス・ヒッポリュトス・メーデイヤ・アウリスのイフィゲネイア・タウロイのイフィゲネイア・バクカイ（エウリピデース） アカルネス・雲・鳥・蛙（アリストファネス）
- 『古典劇大系 第3巻･羅馬篇』近代社 1926
  - ユーヌクス（去勢者）・アデルフォイ・フォルミオー（テレンチウス） アガメムノーン・ヒッポリュツス・チュエステス（セネカ） アンフィトリュオ・俘虜・大法螺吹きの武士（プラウトス）
- シュペングラー『西洋の没落 第1巻』 批評社 1926、新版刊
- 『世界戯曲全集 第1巻（希臘篇）』近代社 世界戯曲全集刊行会 1927
  - 波斯人、アガメムノーン、コエーポロイ、エウメニデス、縛られたプロメーテウス（アイスキュロス） アンチゴネー、オイヂプース王、コローノスのオイヂブース、エーレクトラ（ソポクレース）アルケーチス、ヒッポリュトス、メーデイヤ、アウリスのイフィゲネイア、タウロイのイフィゲネイア、バクカイ（エウリピデース）
- ヴィル・デュラント『西洋哲学物語』アルス 1927
  - 改訂版（各・上下）、講談社文庫、1976、講談社学術文庫 1986
- デカルト『方法通説 世界大思想全集 第7巻』 春秋社 1927
- プラトーン『国家 世界大思想全集 第1巻』 春秋社 1928
- 『新興文学全集 第16巻 仏蘭西篇 第2』 平凡社 1929
  - クレンクビーユ（アナトール・フランス） 七月十四日（ロマン・ローラン）
- 『世界戯曲全集 第2巻（希臘・羅馬篇）』 同刊行会 1930
  - 雲、鳥、蛙（アリストファネス）ユーヌクス、アデルフォイ、フォルミオー（テレンチウス） アガメムノン、ヒッポリュツス、チュエステス（セネカ） アンフィトリュオ、大法螺吹きの武士（プラウトス）
- ジャン・ジョレス『仏蘭西大革命史』全8巻、大村雄治共訳　平凡社 1930-1932
- キトソン『失業問題　ダグラス派経済学全集 第6』 春陽堂 1931
- 『フアシズモ原理 ムツソリーニ全集 第9』日本評論社 1935
- フォン・ミクシュ『独英イラン争覇記 ドイツのロレンス・ヴァスムスの闘争』常木実共訳 泰山房 1940
- シュペングラー『西洋の没落 第2巻 世界史的展望』五月書房 1971。第1巻も改訂刊
  - 同書房版「西洋の没落　世界史の形態学の素描」（全2巻）の新装重版は、1976、1982、1989、1996、2001、2007、2015
    - 『西洋の没落』（全2巻）、中央公論新社〈中公クラシックス〉 2017